# USS Paul Jones (DD-230)
Za druga plovila z istim imenom glejte USS Paul Jones.
USS Paul Jones (DD-230) je bil rušilec razreda Clemson v sestavi Vojne mornarice Združenih držav Amerike.
Rušilec je bil poimenovan po Johnu Paulu Jonesu.